# New City (Chicago)
Pour les articles homonymes, voir New City.

Situation de New City dans la ville de Chicago

New City est l'un des 77 secteurs communautaires de la ville de Chicago aux États-Unis.